# Gil Elvgren
 (août 2025).
Gil Elvgren (Gillette Elvgren) est un peintre et illustrateur américain, né le 15 mars 1914 à Saint Paul (Minnesota) et décédé le 29 février 1980 à Siesta Key (Floride).

## Biographie
Elvgren étudie au American Academy of Art, il fut inspiré par Haddon Sundblom (1899-1976) son mentor et Charles Dana Gibson.
Il dessine de nombreuses affiches publicitaires pour des marques telles que Coca-Cola, Ovomaltine ou Brown & Bigelow des années 1930 aux années 1960. Cette dernière compagnie lui commandera de nombreux calendriers de Pin-up. Ses illustrations serviront d'inspiration pour de nombreux nose art mais aussi pour d'autres artistes.
Sa technique consistait à photographier le modèle, puis le peindre avec un hyperréalisme légèrement exagéré au niveau de la longueur des jambes, de la chevelure et de la poitrine. Ces peintures étaient ensuite reproduites à des milliers d'exemplaires. Un nombre assez important de ces peintures commerciales originales sont entreposées aux archives de Brown & Bigelow à Saint-Paul dans le Minnesota. Ces œuvres étaient le plus souvent réalisée à l'huile sur une toile de format 76×61 cm.
Il est surnommé le « Norman Rockwell des Pin-up's ».

## Œuvres
Clients
- Brown & Bigelow
- Coca-Cola
- The Saturday Evening Post
- Good Housekeeping
- Sealy Corporation
- Ovomaltine
- General Electric
- Schlitz
- Ford
- Studebaker
- Sylvania Electric Products
- Quink